# Бешенка (река)
Бешенка — горная река в окрестностях Красной Поляны, в Адлерском районе города Сочи. Бешенка является правым притоком реки Мзымта.
Истоки реки находятся на склонах горы Ачишхо. Круто спускаясь по склонам горы река впадает в реку Мзымта возле Красной Поляны. На реке возле устья в районе Красной Поляны построена Малая Краснополянская ГЭС. В долине реки Бешенки находится одно из двух месторождений пресных подземных вод, которые осуществляют водоснабжение Красной Поляны и олимпийских объектов олимпиады «Сочи 2014».
На реке имеются небольшие, но красивые водопады, теснины, заводи. В реке водится форель.
На берегах реки находятся несколько археологических памятников. На левом берегу реки на северо-западной окраине посёлка Красная Поляна находится группа дольменов. На правом берегу Бешенки на окраине Красной Поляны находятся останки средневековой крепости.